# Emiruşağı, Çağlayancerit
Emiruşağı là một xã thuộc huyện Çağlayancerit, tỉnh Kahramanmaraş, Thổ Nhĩ Kỳ. Dân số thời điểm năm 2010 là 125 người.